# 哈維若夫車站

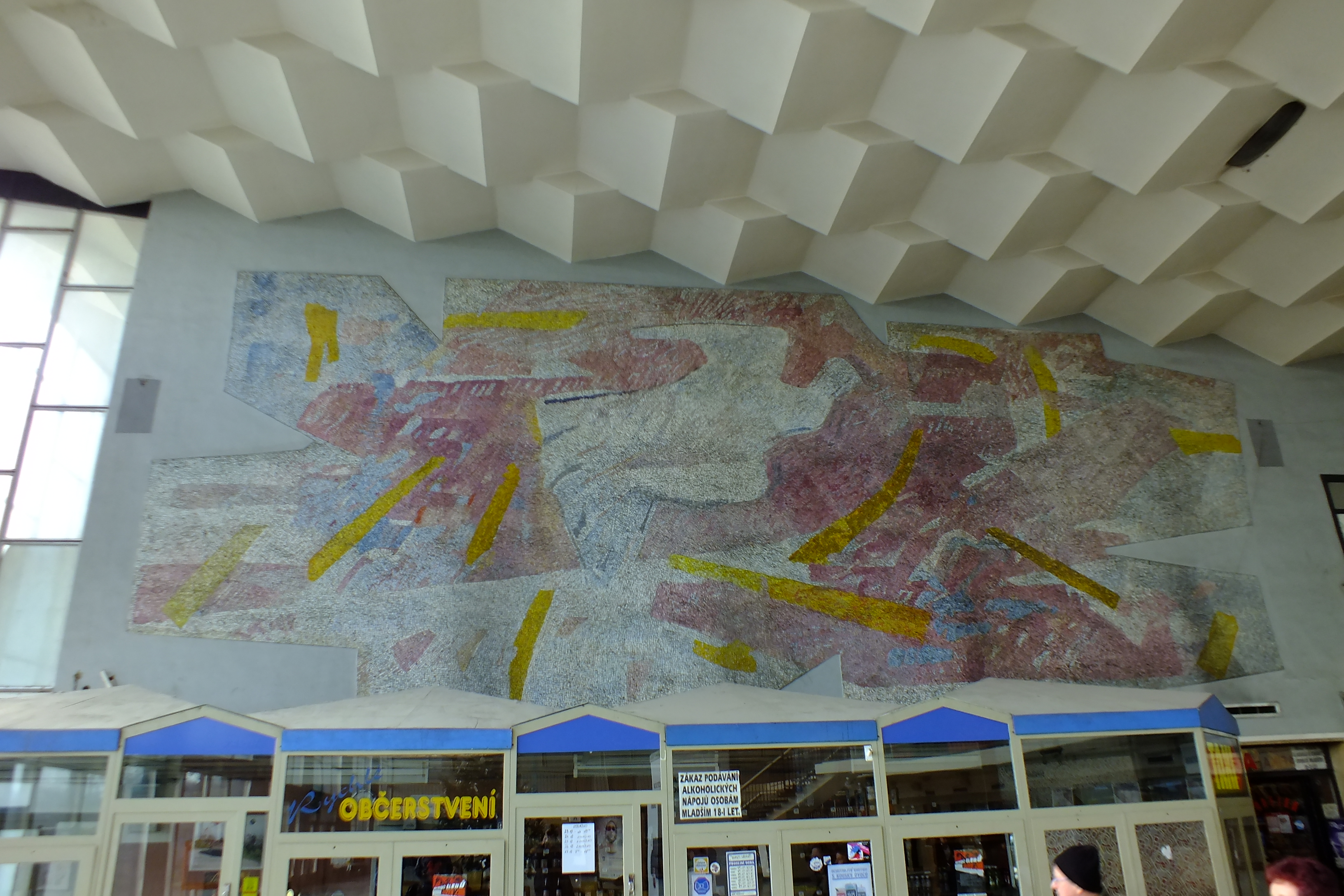
車站內部的玻璃馬賽克壁畫

哈維若夫車站（捷克語：Havířov nádraží）是捷克哈維若夫的主要鐵路車站，啟用於1910年。二戰後哈維若夫市成立後，計畫建造新的車站大樓。新建築由摩拉維亞出身的建築師約瑟夫·赫雷傑姆努於1964至1969年以布魯塞爾風格建造，被視為是捷克斯洛伐克前衛藝術運動的最佳典範之一，車站內部有一幅巨大的玻璃馬賽克壁畫，由捷克畫家和玻璃設計師Vladimír Kopecký設計。